# صاحب حداد
صاحب حداد (زادهٔ ۱۹۳۹ – درگذشتهٔ ۱۸ دسامبر ۱۹۹۴) تدوین‌گر و کارگردان عراقی بود. از آثار او می‌توان به فیلم مرزهای ناآرام محصول سال ۱۹۸۴ اشاره کرد که به جنگ ایران و عراق می‌پردازد.